# Kepler-50
 (juin 2025).
Désignations
Kepler-50 est une étoile située dans la constellation du Cygne, à environ 250,11 parsecs de la Terre.

## Caractéristiques physiques
Sa température effective est d'environ 6225 K.
Sa masse est estimée à 1,24 fois celle du Soleil.
Son rayon est d'environ 1,58 fois celui du Soleil.
Sa luminosité est d'environ 3,43 fois celle du Soleil.

## Observation
Ses coordonnées célestes sont : ascension droite 19h 12m 24,22s, déclinaison +50° 02′ 01,26″.

## Système planétaire
| Planète     | Masse   | Demi-grand axe (ua) | Période orbitale (jours) | Excentricité | Inclinaison | Rayon   |
| ----------- | ------- | ------------------- | ------------------------ | ------------ | ----------- | ------- |
| Kepler-50 b | 0,03 MJ | 0,08                | 7,81                     | 0,000        | 89,88°      | 0,15 RJ |
| Kepler-50 c | 0,03 MJ | 0,09                | 9,38                     | 0,000        | 87,60°      | 0,19 RJ |